# Estonia en los Juegos Paralímpicos de Río de Janeiro 2016
Estonia estuvo representada en los Juegos Paralímpicos de Río de Janeiro 2016 por seis deportistas, cuatro mujeres y dos hombres. El equipo paralímpico estonio no obtuvo ninguna medalla en estos Juegos.